# EPMD
Az EPMD egy amerikai – New York-i – rap-duó.
Az Erick Sermon és Parrish Smith alkotta duó meghatározó csapat volt a 80-as évek végén és a 90-es évek elején. A formáció első négy albumán a szövegeik szinte csak a magukról sokat képzelő fake mc-k oltásáról szóltak, másról nemigazán reppeltek kezdetben, ezzel mégis nagy létszámú rajongókat nyertek. Ez meg is látszott a lemezeladásokban. A hiphop körökben igazi klasszikusokat rögzítettek, beírták nevüket a rap történelembe olyan slágerekkel, mint az It's my thang, a you gots to chill, a Get the bozack, a Strictly business vagy a Rampage.
A hardcore stílusuk hatással volt a 90-es évek gengsztereire is.

## Története
Zenéjükkel nagy mértékben népszerűsítették lakhelyüket, Brentwoodot, ami Long Island egyik negyede. Miután 1987-ben összeálltak, felvették az EPMD nevet, aminek a rövidítése Erick and Parrish Making Dollars, magyarul Erick és Parrish pénzt csinál. Első dalukat, az It's my thang-et is ebben az évben rögzítették. Ezután a maxi után a csapat átigazolt a Sleeping Bag/Fresh Records-hoz, ami alatt kiadták első lemezüket, a Strictly Business-t 1988-ban. Ezen az albumon található a You Gots To Chill és a címadó dal, amelyek rövid idő alatt slágerek lettek, így nem csoda hogy aranylemez lett a debütáló korong, úgy ahogy a második, az Unfinished Business is az lett. Miután a 90-es évek elején a Defjam-hez igazoltak át, visszatértek az 1990-es Business As Usual-lal, majd 2 évvel később, 92-ben a Business Never Personal-lel.
1992-ben létrehoztak egy társulást, a Hit Squadot, amiben olyan nevek pörögtek, mint Redman, a Das EFX, és K-Solo.
Az EPMD egy év múlva feloszlott, és a tagok szólókarrierbe kezdtek. 1 év múlva kijött Erick Sermon első lemeze, a No Pressure. 1994-ben PMD lemeze is megjelent Shade Business címmel. 1997-ben újraalakították az együttest, és ebben az évben robbantak a Back In Business-sel, amin többek közt hallható a Da Joint c. szám. Ezt követte az 1999-ben megjelent Out Of Business. A tagok viszont inkább a szólókarrierjüket erőltették, ezért ismét hosszú szünet következett a formáció életében. Erick Sermon összeállt Redmannel és Keith Murray-vel létrehozva a Def Squadot. Mindemellett szakítottak időt az EPMDre, 9 év kellett hozzá, de ismét visszatértek a 2008-ban megjelent We Mean Business-szel.